# Emmet Reid Blake
Emmet Reid Blake (Abbeville, 29 novembre 1908 – Chicago, 10 gennaio 1997) è stato un ornitologo statunitense.

## Opere
- Birds of Mexico, a guide for field identification. University of Chicago, 1954.
- Manual of Neotropical Birds: Spheniscidae (Penguins) to Laridae (Gulls & Allies), Vol. 1. University of Chicago Press, Chicago, 1977.

| Controllo di autorità | VIAF (EN) 93017972 · ISNI (EN) 0000 0000 8165 4890 · SBN UFIV048129 · LCCN (EN) no2010174489 · GND (DE) 1029352917 · BNE (ES) XX1206077 (data) · BNF (FR) cb12393773p (data) |